# Clemente Domínguez
Clemente Domínguez Gómez (Écija, Sevilla, 23 de abril de 1946 - El Palmar de Troya, 21 de marzo de 2005) fue el fundador de la Iglesia palmariana, una escisión herética de la Iglesia católica que tuvo su origen en la orden de los carmelitas de la Santa Faz en compañía de Jesús y María, también fundada por Domínguez en 1975, y que nombra a sus propios papas, obispos y sacerdotes. Los supuestos papas palmarianos no son considerados por la Iglesia católica como papas. Otros consideran esta organización como una secta y acusado de violaciones sexuales.

## Biografía
Clemente Domínguez nació en Écija el 23 de abril de 1946, recibiendo desde pequeño una educación católica muy severa. Contable de profesión en una compañía de seguros. Su juventud, según los propios palmarianos, tuvo "ciertas ataduras con las vanidades de la vida", como su tendencia homosexual
Clemente era conocido como la Voltio en los clubs LGBT por su pasado como trabajador de la Compañía Sevillana de Electricidad. Contaba 23 años cuando afirmó tener la primera visión sobrenatural en la finca de la Alcaparrosa el 30 de septiembre de 1969.
Domínguez Gómez declaró tener visiones místicas, sufrir estigmas y recibir mensajes del Cielo durante años en El Palmar de Troya, en relación con el fenómeno sociológico allí acontecido durante los últimos años de la década de 1960 y principios de la década de 1970. Según la Iglesia Palmariana, a partir del 30 de septiembre de 1969, Domínguez Gómez comenzó a recibir gran cantidad de visiones de la Virgen y decenas de santos. Los mensajes recibidos durante las visiones arremetieron contra el Concilio Vaticano II y sus reformas, así como contra la curia vaticana, acusándolos de "comunista y masónicos".
Domínguez fue ordenado obispo pasadas las tres y media de la madrugada del 11 de enero de 1976 de modo ilícito según el derecho canónico, por el arzobispo vietnamita Pierre Martin Ngô Đình Thục, junto con otros cuatro. El 19 de abril de 1976, durante un viaje en automóvil por la autopista Bilbao-Behovia, Domínguez sufrió un grave accidente que le hizo perder sus ojos, quedando ciego. 

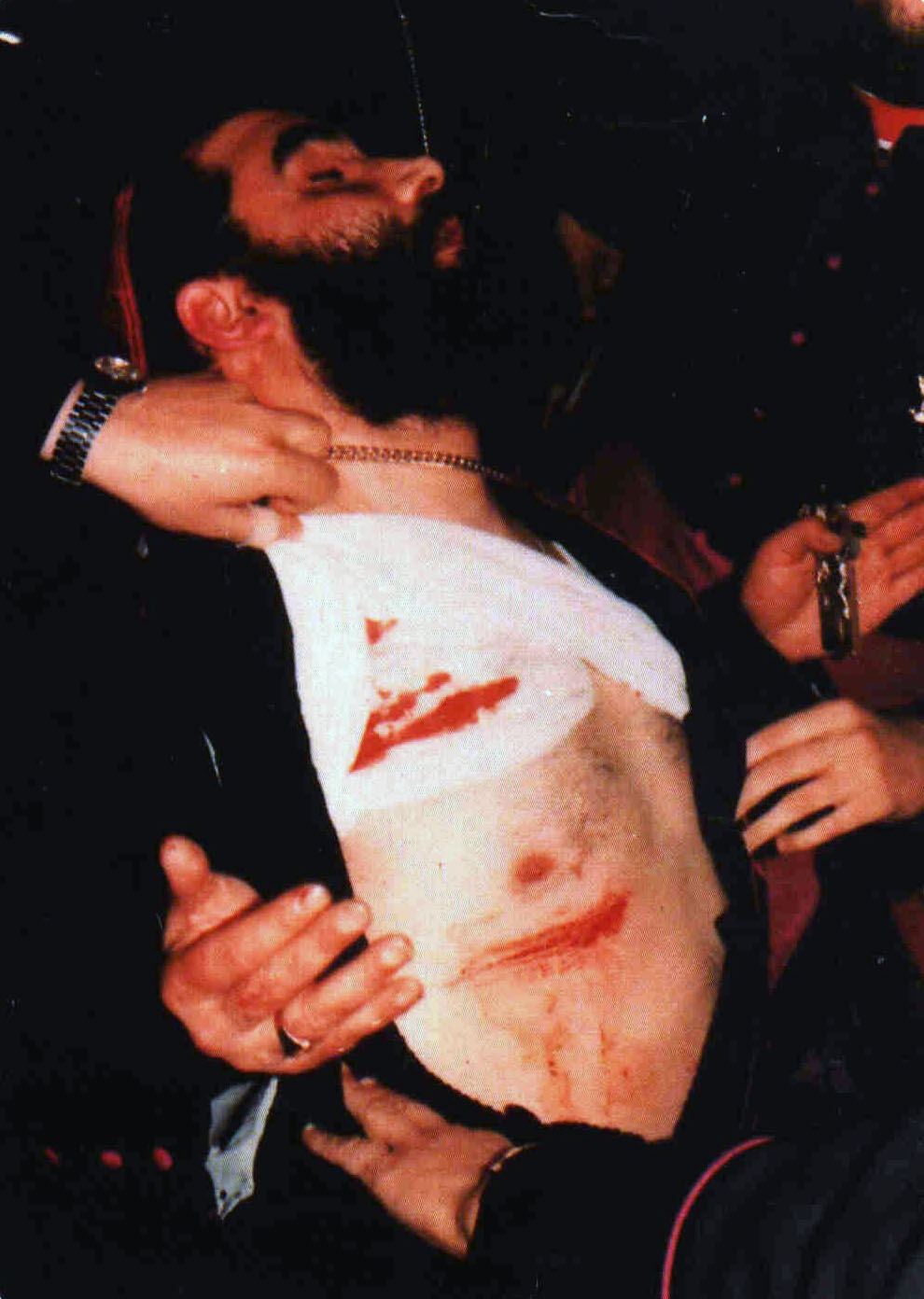
Clemente Domínguez enseñando sus supuestos estigmas.

Se autoproclamó papa (el "Papa Clemente") el 6 de agosto de 1978, a la muerte de Pablo VI, con el nombre de Gregorio XVII. Mientras se hallaba en Santa Fe de Bogotá afirmó haber tenido una visión sobrenatural, la aparición de Cristo y de los apóstoles San Pedro y San Pablo en la que estos le nombran papa y le indican que los cardenales del futuro cónclave son comunistas, masones y ateos. Dicha visión condenó la "herejía", el modernismo (que a su vez había condenado Pío X) y el comunismo, como ideologías que el Concilio Vaticano II habría aceptado, lo que le sitúa ideológicamente cercano al sedevacantismo y al conclavismo. Inmediatamente, fue excomulgado por la Iglesia católica. En ese mismo año, santificó a personajes del franquismo muertos años antes. Años después, excomulgó a Juan Pablo II y a Juan Carlos I, rey de España.
De regreso en Sevilla, el 9 de agosto el "nuevo Papa" anunciaba el traslado de la sede papal de Roma a Sevilla, dando vida a la Iglesia Palmariana.
Durante la década de los 90, fue acusado de abusos sexuales a algunos de los sacerdotes y monjas de su Orden. En 1997, Domínguez admitió tales abusos y pidió perdón por ellos.
Falleció a los 58 años, apenas 11 días antes que Juan Pablo II. Según sus seguidores, Domínguez Gómez estaba destinado a ser el último papa, y a ser crucificado y morir en Jerusalén, regresando a la Tierra bajo el nombre de Pedro II. Su sucesor, Manuel Alonso Corral, adoptó precisamente este nombre de Pedro II y, junto al Colegio de cardenales de la Iglesia Palmariana, canonizó a Clemente llamándole "El Papa San Gregorio XVII Magnisimo".
La Iglesia Palmariana canonizó, entre otros, a José María Escrivá de Balaguer, Francisco Franco, José Antonio Primo de Rivera, Luis Carrero Blanco, Don Pelayo y Cristóbal Colón.

## En la cultura popular

### Música

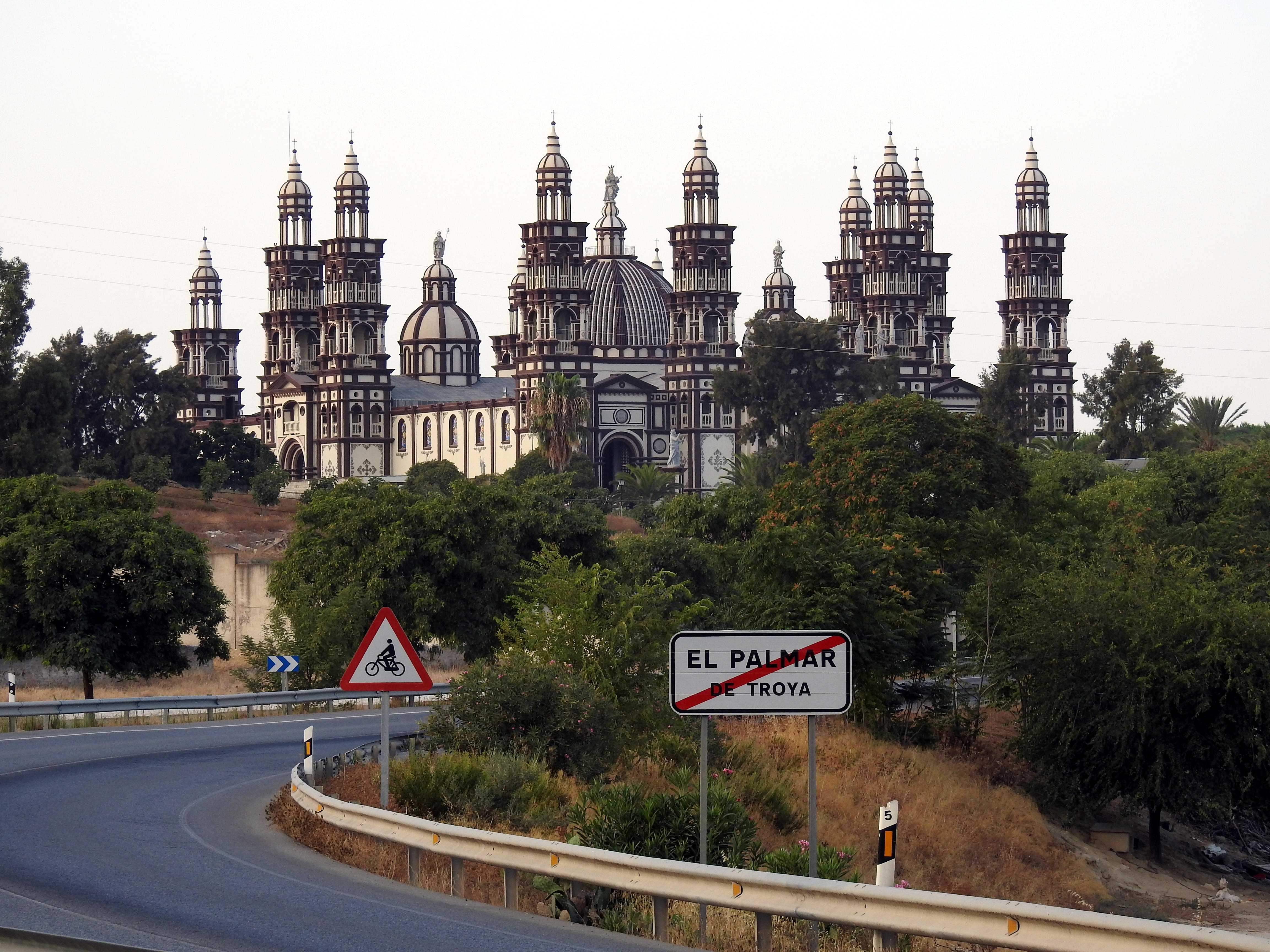
Catedral Basílica de Nuestra Madre del Palmar Coronada, sede central de la Iglesia Católica Palmariana, fundada por Clemente Domínguez.

Dentro de la cultura y la música populares, en tono satírico, Carlos Cano le dedicó la canción titulada El milagro del Palmar e igualmente Siniestro Total con (I Left my heart in) El Palmar de Troya. Otra canción dedicada a él, sin duda la más directa, es la creada por el grupo sevillano Los Muertos de Cristo, titulada Clemente, Clemente.
En 2021, el grupo vasco Unidad Alavesa publicó una canción llamada Gregorio XVII.

### Cine
En 1986 se estrenó la película Manuel y Clemente, una sátira de cómo se fundó la Iglesia Palmariana. Clemente Domínguez es interpretado por Ángel de Andrés López.

### Series
El Palmar de Troya es una serie documental de cuatro episodios producida por Movistar Plus+. La misma se realizó usando testimonios de Ginés Jesús Hernández y otros exmiembros de la Iglesia Palmariana, así como historiadores. La serie se estrenó el 5 de febrero de 2020.